# Poli Díaz
Policarpo Díaz Arévalo (né le 21 novembre 1967 à Madrid), plus connu comme Poli Díaz, est un boxeur espagnol. 
Surnommé El Potro de Vallecas (le Poulain de Vallecas), il fut champion d'Europe des poids légers à huit reprises et sept fois champion d'Espagne. Poli Diaz est considéré comme le boxeur le plus populaire d'Espagne.

## Biographie
Poli Díaz est repéré à l'âge de 14 ans par l'entraîneur et manager Ricardo Sánchez Atocha. Sa carrière sportive se déroule entre 1986 et 2001 et atteint son sommet à la fin des années 1980 et au début des années 1990 lorsqu'il remporte plusieurs fois le championnat d'Europe des poids légers. 
Il débute officiellement à l'âge de 20 ans. Deux ans plus tard, il est déjà champion d'Espagne et d'Europe. En 1991, la compagnie espagnole Opera Soft sort un jeu vidéo portant son nom. Le 27 juillet 1991, il brigue le titres mondiaux WBC, WBA et IBF des poids légers détenus par le boxeur américain Pernell Whitaker sur le ring de The Scope (Norfolk, Virginie). Alors invaincu en 32 combats (dont 28 par KO), Poli Díaz arrive avec un surpoids qui l'oblige à jeûner pendant 10 jours afin d'atteindre le poids réglementaire. Il perd finalement aux points après douze rounds. Lors des dernières secondes du combat, Díaz cherche à mettre son adversaire KO. Seule l'intervention discutable de l'arbitre local évite le KO à Whitaker. Poli Díaz termine le combat avec le poignet et une côte fracturée.
Après cette première défaite, sa carrière commence à décliner. Il connaît des problèmes personnels et tombe dans la drogue. Le 21 novembre 1992, la chaîne Tele 5 organise un combat entre Poli Díaz et Mickey Rourke dans une discothèque d'Oviedo. Son dernier combat professionnel a lieu le 16 mars 2001. Díaz bat à cette occasion le colombien Luis Cardozo et termine ainsi sa carrière avec 44 victoires et 3 défaites. 
En 2003, Poli Díaz, alors sous traitement à la méthadone, est témoin d'un vol sur un vieillard. Il agresse le voleur avec un pic qu'il a pris dans un chantier. Condamné pour cette agression, il doit passer ses week-ends sous un régime d'isolement.
Il participe à quelques films pornographiques avec l'acteur Nacho Vidal. Poli Díaz fait aussi une apparition dans la comédie Torrente, el brazo tonto de la ley où il joue son propre rôle. Il travaille également sur les chantiers et donne des cours de boxe. 
En 2011, Poli est le protagoniste d'une vidéo expérimentale de l'artiste Omar Jerez titrée Odisea de lo imposible.
Le 13 novembre 2012, il est hospitalisé à Madrid après avoir reçu un coup de couteau au torse et à la cuisse.
En 2013, Poli Díaz a réussi à se débarrasser de son addiction à la drogue et donne des cours de boxe dans le quartier populaire de Palomeras où il est né à Vallecas.
Le 26 avril 2013, Poli Díaz est arrêté à cause d'une agression dans une affaire de trafic de drogue.